# روح أفزا
روح أفزا (بالهندية: रूह अफ़ज़ा، بالبنغالية: রূহ আফজা، بالأردية: روح افزا)، هو خليط من مستخلصات نباتية من الفواكه والأعشاب، وهو مركب غير كحولي. أول من صنعها هو عبد المجيد حكيم حافظ  في عام 1906 في مدينة غازي آباد بالهند.